# جين بريان
جين بريان (بالإنجليزية: Jane Bryan)‏ هي ممثلة أمريكية، ولدت في 11 يونيو 1918 بهوليوود في الولايات المتحدة، وتوفيت في 8 أبريل 2009 بمقاطعة مونتيري في الولايات المتحدة.

## أعمال

### أفلام
- (1937) اعتراف

## وصلات خارجية
- جين بريان على موقع IMDb (الإنجليزية)
- جين بريان على موقع أول موفي (الإنجليزية)
- جين بريان على موقع قاعدة بيانات الأفلام السويدية (السويدية)
- جين بريان على موقع قاعدة بيانات الفيلم (الإنجليزية)